# فینه

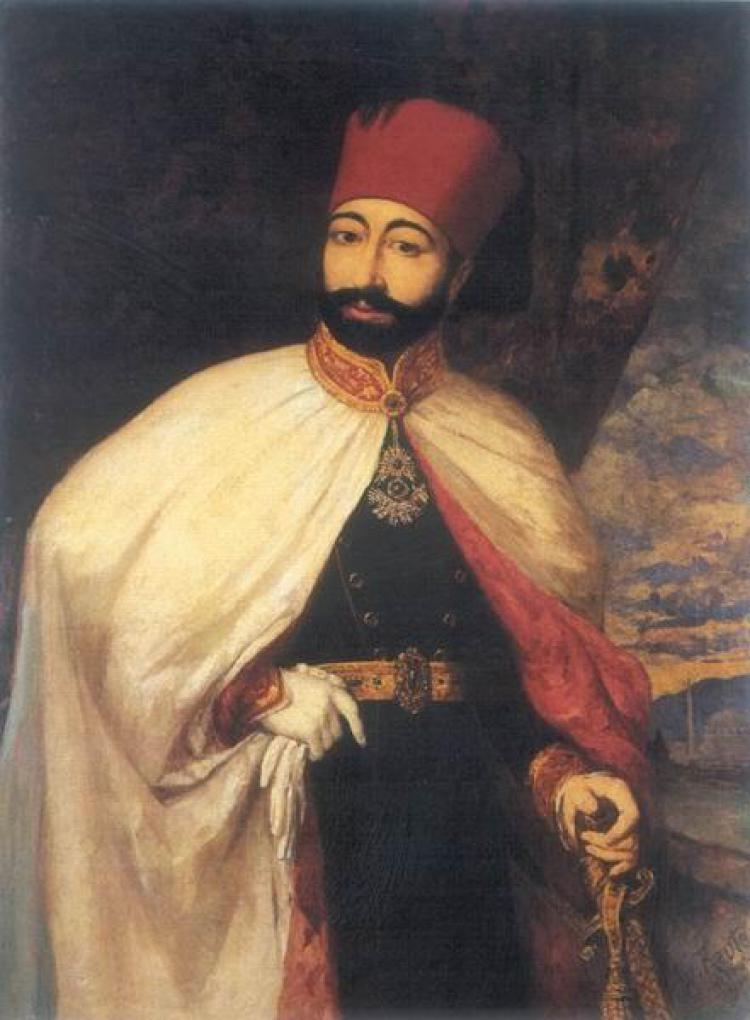
سلطان محمود دوم

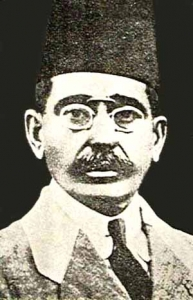
ایرج میرزا با کلاه فینه

فینه یا فِز یا سرپوش گونه‌ای کلاه است که در گذشته در برخی کشورها، از جمله مناطق زیر سلطه عثمانیان، برای مردان رایج بوده است و امروز نیز برخی آن را بر سر می‌گذارند.
کلاه فینه به صورت مخروط ناقص و کمتر به شکل استوانه است و از ماهوت سرخ یا سیاه تهیه می‌شود. در عربی به آن «طربوش» می‌گویند و در زبان ترکی و زبان های اروپایی به «فز» معروف است. فز تلفظ ترکی استانبولی فاس است که نام شهری در مراکش است و خاستگاه این کلاه را نیز مراکش و شهر فاس می‌دانند. از آنجا که این کلاه در میان برخی از اقوام حوزه مدیترانه شرقی نیز رایج است، ممکن است ریشه در فینیقیهٔ باستان داشته باشد.